# Fonte Ostiense

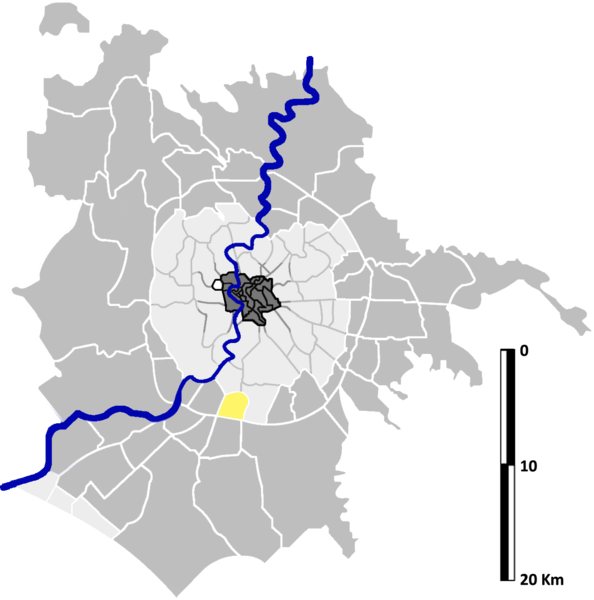
Localisation de Fonte Ostiense sur la carte administrative de Rome.

Fonte Ostiense est une zona di Roma (zone de Rome) située au sud de Rome dans l'Agro Romano en Italie Elle est désignée dans la nomenclature administrative par Z.XXIV et fait partie du Municipio IX. Sa population est de 25 416 habitants répartis sur une superficie de 4,79 km2.

## Lieux particuliers
- Réserve naturelle du Laurentino-Acqua Acetosa[4]
- Église San Mauro Abate (édifiée en 1980)
- Église Spirito Santo alla Ferratella